# Christian Ferdinand Friedrich Hochstetter
Christian Ferdinand Friedrich Hochstetter (Stuttgart, 16 de Fevereiro de 1787 — Reutlingen, 20 de Fevereiro de 1860) foi um botânico e pastor luterano na cidade alemã de Esslingen am Neckar.

## Biografia
Hochstetter fez os seus estudos secundários em Stuttgart e estudos teológicos em Tübingen, cidade onde em 1807 obteve o grau de Magister em Teologia, o que o habilitou para as funções de pastor da Igreja Luterana. 
Hochstetter pertenceu, durante o seu período de estudante em Tübingen, à associação secreta fundada a 12 de Fevereiro de 1806 por Karl Ludwig Reichenbach destinada a fundar um colónia no Tahiti  (arquipélago então denominado Otaheiti), no Oceano Pacífico Sul (a Otaheiti-Gesellschaft, Companhia do Tahiti). Em finais 1808 a sociedade secreta foi descoberta e a maioria dos seus membros foram aprisionados sob a acusação de alta traição. Hochstetter foi considerado como um simples aderente, sendo libertado após 70 dias de prisão e o pagamento das custas com o seu aprisionamento.
Mais tarde foi durante 6 meses professor numa instituição privada de Erlangen e depois durante 4 anos preceptor em casa dos duques de Meiningen, em Altenstein. Em 1816 foi nomeado pároco e inspector escolar da comunidade luterana de   Brünn (Morávia) e coordenador da zona pastoral daquela cidade. Em 1824 Hochstetter foi nomeado professor no Seminário-Escola de Esslingen, passado em 1825 a diácono e em 1829 a pároco daquela cidade.
Fundou em Esslingen, em conjunto com Ernst Gottlieb von Steudel, a associação Unio Itineraria, destinada a organizar viagens de exploração botânica e a permuta de espécimes de herbário para estudo.
Hochstetter publicou diversos escritos sobre História Natural, Botânica e Mineralogia, mas também sobre Teologia e Pedagogia.
Um filho do seu quarto casamento, com Sofie Friederike Orth (Heilbronn, 1795 — 1861), Christian Ferdinand von Hochstetter (Esslingen, 1829 — Viena, 1884), foi um  geógrafo, geólogo, naturalista e explorador. Outro filho, Wilhelm Christian Hochstetter, foi botânico e jardineiro.
O género Hochstetteria DC., da família das Asteraceae, foi assim denominado em sua honra.

## Obras publicadas
- Enumeratio plantarum Germaniae Helvetiaeque indigenarum, 1826 (em colaboração com Ernst Gottlieb von Steudel)
- Naturgeschichte des Pflanzenreiches in Bildern, 1865 (uma segunda edição da parte referente ao reino Vegetal da obra Lehrbuch der Naturgeschichte de Gotthilf Heinrich von Schubert
- Flora Azorica (em colaboração com Moritz Seubert)